# UPT Laju
UPT Laju is een bestuurslaag in het regentschap Bima van de provincie West-Nusa Tenggara, Indonesië. UPT Laju telt 619 inwoners (volkstelling 2010).